# ديفيد هيريرو
ديفيد هيريرو (بالإسبانية: David Herrero)‏ ولد بتاريخ 18 أكتوبر 1979 في بلباو، هو دراج إسباني في صنف سباق الدراجات على الطريق.

## روابط خارجية
- ديفيد هيريرو على موقع أرشيف الدراجات (الإنجليزية)
- ديفيد هيريرو على موقع إحصائيات الدراجات الإحترافية (الإنجليزية)
- ديفيد هيريرو على موقع نسبة الدراجات (الإنجليزية)
- ديفيد هيريرو على موقع CycleBase (الإنجليزية)